# Xeon

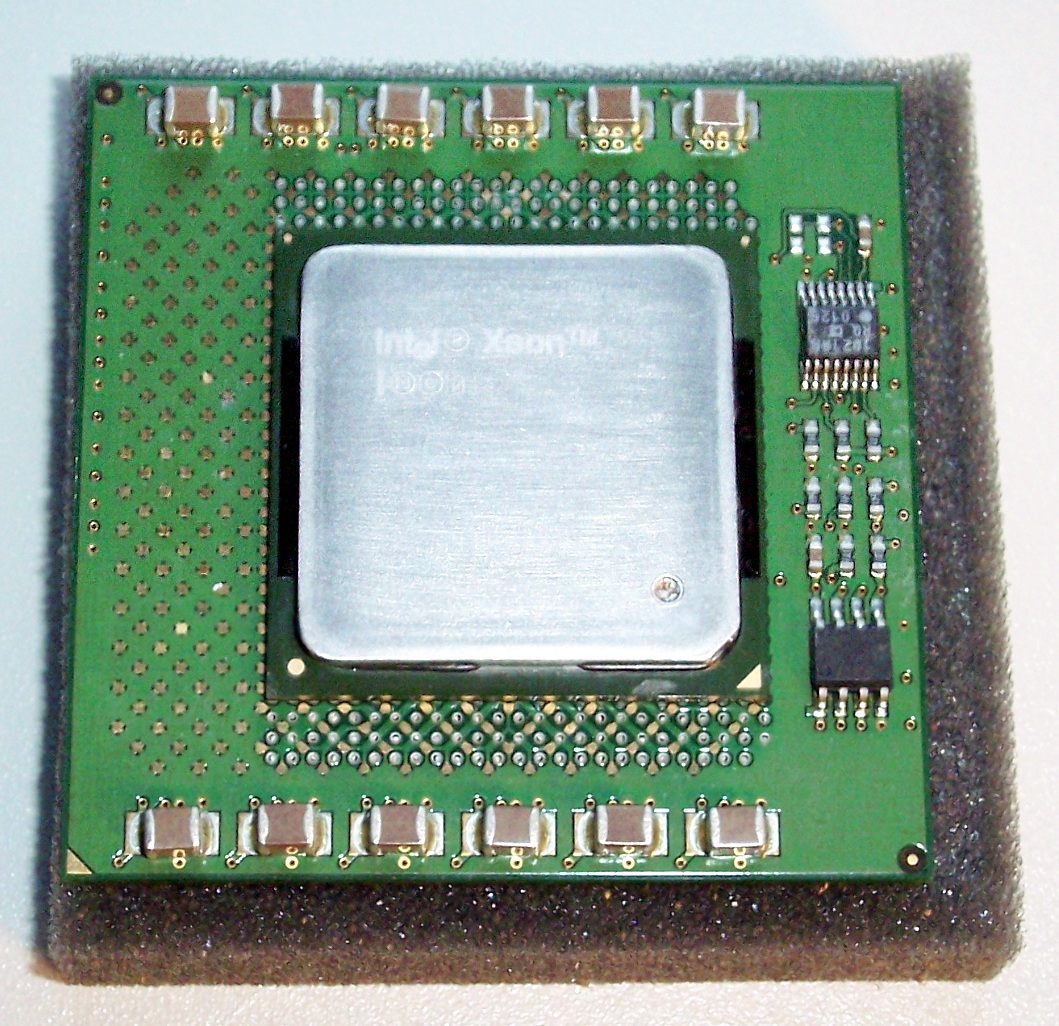
Xeon

Xeon (někdy čteno jako "Zion", nebo "Zeon") je obchodní označení pro několik rodin mikroprocesorů Intel architektury x86, které jsou určené především pro použití v serverech a v pracovních stanicích. Oproti spotřebitelským procesorům disponují například možností zapojení více procesorů zároveň, podporou ECC pamětí a větším počtem jader a kapacitou mezipaměti. Nevýhodou pro spotřebitele naopak mohou být nižší takty, které jsou u serverů často méně důležité než počet jader, absence integrovaných grafických karet, nemožnost přetaktování a většinou také výrazně vyšší cena.
Zvláštním druhem těchto procesorů je také Xeon Phi. Jedná se o označení mnohajádrových procesorů (nejnovější modely mají až 72 jader), které jsou určené pro superpočítače a velmi výkonné pracovní stanice a firemní počítače.

## Procesory architektury P6
První procesory určené pro výkonné servery a pracovní stanice, založené na jádrech Deschutes, nesly označení Pentium II Xeon (kódové označení Drake) a byly uvedené v roce 1998. Byly navrženy pro výkonné servery a pracovní stanice. Tyto procesory nabízely technické novinky navržené pro pracovní stanice a servery, které poskytovaly obchodní aplikace jako internetové služby, dále usnadňováni komparačních dat, vytváření digitálního materiálu a automatizaci elektronického a mechanického návrhu.
Procesory Pentium III Xeon tvořily jejich nástupce a byly založeny na jádře Katmai. Tyto jádra nazvaná Tanner přidávaly podporu SSE instrukcí a zlepšovaly správu mezipaměti. Druhá verze Pentia III Xeon byla založena na jádrech Coppermine a nesla označení Cascades. Oproti procesorům Tanner nabízely pouze 256 kB L2 mezipaměti a jediným praktickým rozdílem oproti Pentiím III tak byla možnost zapojení až 4 procesorů. Intel později vydal novou verzi procesorů Cascades, která jsou běžně označována jako Cascades 2 MB, s 1 MB nebo 2 MB L2 mezipaměti.

## Procesory architektury NetBurst
Procesory Xeon architektury NetBurst už ve svém názvu neobsahovaly "Pentium". První byly založeny na jádře Willamette a nesly označení Foster, které využívaly procesory Pentium 4. Přestože byly tyto Xeony nabízeny za přibližně 8000 $, jejich výkon nebyl o moc vyšší než výkon Xeonů založených na Pentiích 3. Druhá verze jader Foster, Foster MP, disponovala větší L3 mezipamětí (1 MB), hyper-threadingem a umožňovala zapojení více než dvou procesorů zároveň, jak tomu bylo u jader Foster. To zvýšilo výkon a zároveň cenu.
Následovaly procesory Prestonia a Gallatin, obě založená na jádrech Northwood. Používaly 130 nm technologii (Fostery využívaly 180 nm). Společně s procesory Prestonia byly vydány nové čipsety série E7500, které umožňovaly použití DDR SDRAM pamětí na dvou kanálech a zrychlily paměťovou sběrnici na 533 MT/s. Později byly také vyráběny s 4 MB L3 mezipaměti. Procesory Gallatin měly mnohem lepší výkon než procesory Foster MP a staly se populární volbou pro servery.
První 64bitové procesory Xeon tvořily jádra Nocona a Irwindale, které bylo jeho vylepšenou verzí. Obě byly založené na jádře Prescott a byly vyráběny 90-nanometrovou technologií. Společně s Noconou vyšly nové čipsety, které disponovaly mimo jiné podporou technologií PCI-Express, DDR2 a SATA. Nocona měla 1 MB L2 mezipaměti, zatímco jeho vylepšená verze ji měla dvojnásobnou. Irwindale navíc umožňoval snížit takt jádra při nižší zátěži. V dubnu 2005 byly vydány jádra Cranford a Potomac, který měl 8 MB L3 mezipaměti. Jednalo se o verze Nocony, které umožňovaly spolupráci více než dvou procesorů.
V říjnu 2005 byly vydány první dvoujádrové Xeony, označené Paxville DP. Ty měly 4 MB L2 mezipaměti, datovou sběrnici o rychlosti 800 MT/s a byly založeny na jádrech Smithfield. V listopadu pak vyšly procesory ve verzi pro víceprocesorové systémy Paxville MP ve verzích se dvěma nebo čtyřmi MB L2 mezipaměti. Byly nazvány Xeon série 7000.
Procesory Tulsa série 7100 byly vydány koncem srpna 2006 jako zlepšené verze Paxville MP, postavené na 65-nanometrovém procesu. Měly 2 MB L2 mezipaměti (1 MB na každé jádro) a L3 paměť se pohybovala mezi čtyřmi a šestnácti MB. Datová sběrnice byla stejně jako u procesorů Paxville MP buď 667 MT/s nebo 800 MT/s.
V květnu 2006 byly vydány procesory Dempsey série 5000. Až na podporu zapojení více procesorů byly prakticky shodné s procesory Pentium Extreme Edition s jádrem Presler. Jednotlivé modely se lišily taktem, pohybujícím se od 2,5 GHz do 3,73 GHz, a šířkou datové sběrnice, která byla vždy buď 667 MT/s anebo 1066 MT/s. Všechny modely měly 4 MB L2 mezipaměti.

## Procesory jádra Yonah
14. března 2006 byly vydány dvoujádrové procesory s kódovým označením Sossaman, označené jako Xeon LV (low-voltage tedy nízké napětí). Později byla vydána také ULV verze (tedy ultra-low-voltage). Tyto procesory byly založené na jádře Yonah, které vznikly na základě Pentia M architektury P6. Byly určeny pro nespotřebitelské využití v malých serverech a vestavěných systémech; LV verze měla tepelný výkon 31 W a ULV verze 15 W. Disponovaly mnoha možnostmi předchozích Xeonů, jako je zapojení dvou procesorů, Virtualization Technology, 667 MT/s datová sběrnice, ale nepodporovaly 64bitové operace, což znemožnilo běh některých serverových programů a omezovalo maximální paměť na 16 GB.

## Procesory architektury Core

### Série 3000
Koncem září 2006 byly vydány procesory s označením Conroe patřící do série 3000. Jednalo se o stejná jádra, která využívaly procesory Core 2 Duo, Pentium Dual-Core nebo Celeron, ty ale měly některé funkce vypnuté. Datová sběrnice byla buď 1066 MT/s nebo 1333 MT/s. Nepodporovaly však více-procesorové zapojení a hyper-threading. Byly vyráběny 65-nanometrovou technologií. Následovaly procesory Wolfdale série 3100, které byly skoro v podstatě zmenšením procesorů Conroe za pomocí 45-nanometrové technologie. Byly nabízeny jen s 1333 MT/s datovou sběrnicí.
Čtyřjádrové procesory byly vytvořeny spojením dvou dvoujádrových procesorů. Konkrétně se jednalo o procesory s jádrem Kentsfield série 3200, které měly datovou sběrnici 1066 MT/s a byly vyráběny 65-nanometrovou technologií, a procesory s jádrem Yorkfield série 3300, které měly datovou sběrnici 1333 MT/s, 45-nanometrové transistory a podporovaly 64bitové instrukce.

### Série 5000
Prvním procesorem Xeon architektury Core byl dvoujádrový Woodcrest série 5100 vyráběný 65-nanometrovým procesem. Byl vydán koncem června 2006 a podle Intelu nabízel o 80% větší výkon než Pentium D při 20% snížením spotřeby energie. Tepelný výkon se pohyboval mezi 35 a 80 watty a rychlost datové sběrnice byla buď 1066 MHz nebo 1333 MHz. Velikost L2 mezipaměti byla 4 MB pro všechny modely. Všechny modely podporovaly 64bitové instrukce, XD bit, Virtualization Technology a další.
V listopadu 2007 byly vydány procesory Wolfdale-DP série 5200. Oproti sérii 5100 byly vyráběny 45-nanometrovým procesem, měly 6 MB L2 mezipaměti a podporovaly zapojení dvou procesorů.
První čtyřjádrový procesor této série byl Clovertown série 5300. Byly stejně jako procesory série 3200 a 3300 složené ze dvou dvoujádrových procesorů. Byly nabízeny se stejnou datovou sběrnicí a podobnými frekvencemi, jako měly procesory Woodcrest. L2 mezipaměť byla dvojnásobná, tedy 8 MB, a podporovaly zapojení dvou procesorů.
Procesory Harpertown série 5400 byly také čtyřjádrové. Byly založeny, stejně jako procesory série 3300, na jádře Yorkfield. Byly nabízeny s datovou sběrnicí od 1066 MHz do 1600 MHz a s tepelným výkonem od 40 W do 150 . Procesory se sběrnicí o rychlosti 1600&MHz byly určeny pro čipset Intel 5400 (Seaburg) podporující dva PCIe 2.0 x16 sloty a až 128 GB paměti. Procesory s "pomalejší" sběrnicí fungovaly v některých základních deskách s čipsety 5000 a 5200.

### Série 7000
Procesory sérií 7000 jsou cílené především na velké servery; je možné jich souběžně zapojit až 32. Prvními procesory nesly označení Tigerton. Skládaly se ze dvou čipů a byly nabízeny ve dvou sériích – série 7200, která měla 2 jádra, a série 7200, která měla 4 jádra. Obě série byly vyráběny 65-nanometrovou technologií a měly datovou sběrnici rychlosti 1066 MHz. L2 mezipaměť byla pro sérii 7200 vždy 2x4 MB, zatímco cache série 7300 sahalo mezi 2x2 a 2x4 MB. Tepelný výkon byl u všech modelů série 7200 a téměř všech modelů série 7300 80 W.
Poslední procesor architektury Penryn (označení 45-nanometrového zmenšení architektury Core) byl Dunnington série 7400 vydaný v druhém pololetí roku 2008. Byl to zároveň první procesor Intelu, který měl čip vyráběný s více než dvěma jádry, a to šesti. Některé procesory měly dvě jádra vypnutá a byly tak čtyřjádrové. Datová sběrnice byla u jednotlivých modelů velmi rozdílná, u většiny z nich však dosahovala 90 W nebo méně, u vrcholného šestijádrového modelu pak dosahovala 130 W.

## Procesory architektury Nehalem
Procesory série 3400 byly původně čtyřjádrové. Silnější Xeony byly vydány v září 2009 a byly založeny na jádře Lynnfield 45 nm technologie, které bylo používáno v high-endových procesorech Core i5 a Core i7. Slabší Xeony této série s jádrem Bloomfield, které se využívalo u procesorů Core i5, i3, Celeron a Pentium, vyšly v březnu následujícího roku. Měly nižší tepelný výkon (30 W), byly dvoujádrové a vyráběly se 32-nanometrovým výrobním procesem.
Další procesory Xeon architektury Nehalem, série 3500 a s jádrem Bloomfield, byly vydány v březnu 2009. Byly silnější než procesory série 3400 ale obě tyto série podporovaly zapojení pouze jednoho procesoru. Procesory Bloomfield byly nabízeny s větší frekvencí, podporovaly technologie TurboBoost, hyper-threading a QuickPath a umožňovaly zapojení 3 pamětí RAM. Většina z nich byla čtyřjádrové, vyšly však dva dvoujádrové modely.
Procesory Gainestown série 5500 byly určeny pro dvouprocesorové servery. První procesory byly dodány na vyzkoušení v prosinci 2008 a oficiálně vyšly v březnu 2009. Jinak podporovaly víceméně stejné technologie jako série 3500.
Jasper Forest sérií C3500 a C5500 je procesor určený pro vestavěné systémy. Počet jader se pohyboval mezi jedním a čtyřmi a teplený výkon od 23 W do 85 W. Procesory C3500 byly pro jednoprocesorové a procesory C5500 pro dvouprocesorové systémy.
Procesory Gulftown série 3600 a Westmere-EP série 5600 byly založeny na 32 nm verzi Nehalemu s označením Westmere. Byly primárně šestijádrové, ale byly nabízeny i dvou- a čtyřjádrové verze. Procesory s označením 36xx byly pro jednoprocesorové systémy a procesory 56xx pro dvouprocesorové systémy. Byly kompatibilní s paticemi jejich předchůdců (sérií 3500 a 5500).
Procesory sérií 6500 a 7500 nesly označení Beckton nebo také Nehalem-EX, byly až osmijádrové a představovaly procesory Nehalemu pro víceprocesorové systémy (až 8 procesorů na systém).
Posledními procesory byly Westmere-EX. Byly prvními čipy od Intelu s deseti jádry a měly stejnou architekturou jako šestijádrové Gulftowny. Používá však stejnou patici jako Beckton pro podporu až osmi procesorů. Tyto procesory také změnily označení Xeonů. Procesory, které byly označovány 3xxx se změnily na E3-xxxx, 5xxx na E5-xxxx a 7xxx na E7-xxxx. Samotné procesory Westmere-EX pak nesly označení E7-x8xx.

## Procesory Sandy Bridge a Ivy Bridge
Všechny modely Sandy Bridge i Ivy Bridge podporovaly paměť typu DDR3, a to ve frekvencích 1066, 1333 a 1600 MHz.

### Xeon E3-12xx
První série procesorů Sandy Bridge byla vydána v dubnu 2011 a její procesory nesly označení Xeon E3-12xx. Využívala stejně jako procesory Core i3, i5, i7, Pentium a Celeron patici LGA 1155. Oproti těmto procesorům však disponuje funkcemi jako je podpora ECC paměti, VT-d nebo trusted execution. Dvě poslední jmenované zvyšují bezpečnost práce s operačními systémy, umožňují je izolovat a vyhradit jim místa v paměti, ke kterým mají přístup. Většině těchto Xeonů ale chybí integrovaný grafický čip. Podporují pouze zapojení jednoho procesoru. V květnu 2012 byly vydány vylepšené verze Xeon E3-12xx v2, které využívají 22 nm technologii Ivy Bridge (oproti 32 nm u Sandy Bridge) a nabízí tak nárůst výkonu s plnou zpětnou kompatibilitou. Procesory byly převážně čtyřjádrové, z obou generací byl navíc nabízen vždy jeden dvoujádrový.

### Sandy Bridge-EN a Ivy Bridge-EN
Následovaly série Xeon E5-14xx a E5-24xx. Byly označovány jako Sandy Bridge-EN a v pozdější 22 nm verzi jako Ivy Bridge-EN. Přípona EN znamenala Entry, tedy nižší střední třídu. Byly nabízeny ve variantách s čtyřmi až osmi jádry, u Ivy Bridge-EN bylo i několik desetijádrových modelů. Obě řady se osazovaly do patice LGA 1356. Procesory řady 24xx podporovaly zapojení ve dvouprocesorových systémech.

### Sandy Bridge-EP a Ivy Bridge-EP
Další řady tvořily procesory Xeon E5-16xx pro jednoprocesorové, E5-26xx pro dvouprocesorové a E5-46xx pro až čtyřprocesorové systémy. Nesly označení Sandy Bridge-EP nebo Ivy Bridge-EP pro pozdější 22 nm modely. Zkratka EP znamená Efficient Performance, tedy efektivní výkon. Tvořily střední až vyšší třídu a fungovaly s paticí LGA 2011.

### Ivy Bridge-EX
Nejvýkonnějšími procesory této generace byly procesory Ivy Bridge-EX (Expandable, tedy rozšířitelný), které nahradily procesory E7 architektury Nehalem. Byly nabízeny série E7-28xx, E7-48xx a E7-88xx, kde první číslo vždy značilo maximální počet zapojených procesorů. Využívají patice LGA 2011-1, která je oproti LGA 2011 vylepšená a nahrazuje patici procesorů Nehalem LGA 1567.